# Проксима (фильм)
«Проксима» (фр. Proxima) — французский драматический фильм режиссёра Алис Винокур, вышедший на экраны в 2019 году. Главную роль исполнила Ева Грин. 7 сентября 2019 года фильм был показан на кинофестивале в Торонто. Премьера в кинотеатрах Франции состоялась 27 ноября 2019 года.

## Сюжет
Астронавт из Франции Сара Лоро с юных лет грезит космосом. Она проходит подготовку в России перед полётом на Международную космическую станцию с космодрома Байконур в 2030 году. Кроме запредельных нагрузок ей предстоит справиться с эмоциями перед расставанием с дочерью, которая будет в разлуке с матерью около года, пока будет проходить миссия «Проксима».

## В ролях
| Актёр              | Роль                |
| ------------------ | ------------------- |
| Ева Грин           | Сара Лоро           |
| Зели Булан         | Стелла Акерман Лоро |
| Мэтт Диллон        | Майк Шеннон         |
| Алексей Фатеев     | Антон Очиевский     |
| Ларс Айдингер      | Томас Акерман       |
| Сандра Хюллер      | Венди Хауэр         |
| Тронд-Эрик Вассал  | Юрген               |
| Нэнси Тейт         | Наоми Шеннон        |
| Грегуар Колен      | доктор Сары         |
| Игорь Филиппов     | Дима                |
| Светлана Нехороших | Вера                |
| Анна Щербинина     | репортёр            |
| Тома Песке         | камео               |

## Съёмочный процесс
Съёмки фильма проходили в нескольких учебных заведениях Европейского космического агентства, а также в российском Звёздном городке и в Казахстане.

## Награды и номинации
| Год  | Награда                              | Категория                                                        | Номинанты    | Результат |
| ---- | ------------------------------------ | ---------------------------------------------------------------- | ------------ | --------- |
| 2019 | Кинофестиваль в Сан-Себастьяне       | Особое упоминание                                                | Алис Винокур | Победа    |
| 2019 | Кинофестиваль в Сан-Себастьяне       | Поощрительный приз жюри                                          | Алис Винокур | Победа    |
| 2019 | Кинофестиваль в Сан-Себастьяне       | Специальный приз жюри                                            | Алис Винокур | Победа    |
| 2019 | Кинофестиваль в Сан-Себастьяне       | Лучший фильм                                                     | Алис Винокур | Номинация |
| 2019 | Кинофестиваль в Торонто              | Приз за выдающиеся художественные достижения (особое упоминание) | Алис Винокур | Победа    |
| 2019 | Кинофестиваль в Торонто              | Приз за выдающиеся художественные достижения                     | Алис Винокур | Номинация |
| 2020 | Люмьер                               | Лучшая актриса                                                   | Ева Грин     | Номинация |
| 2020 | Гётеборгский кинофестиваль           | Лучший фильм международной программы                             |              | Номинация |
| 2020 | Международный кинофестиваль в Майами | Лучший фильм                                                     |              | Номинация |
| 2020 | Сезар                                | Лучшая актриса                                                   | Ева Грин     | Номинация |
| 2021 | МКФ «Циолковский»                    | Гран-при                                                         |              | Победа    |

## Отзывы
Фильм получил положительные оценки кинокритиков. На сайте Rotten Tomatoes у картины 79 % положительных рецензий на основе 28 отзывов. На сайте Metacritic — 75 баллов из 100 на основе 6 рецензий.